# Khun Lo
Khun Lo là người sáng lập huyền thoại của vương quốc Rajadharani Sri Sudhana hay vương quốc Luang Phrabang, tên thông tục là Muang Swa, vào đầu thế kỷ thứ 8 ở khu vực ngày nay là Luang Prabang. Ông cũng được coi là người sáng lập thành phố Luang Prabang.
Bản thân Khun Lo được cho là hậu duệ của Khun Borom , tổ tiên huyền thoại của Các sắc tộc Thái từ vùng nam Trung Quốc . Ông là con cả trong bảy người con trai của Khun Borom.
Theo truyền thuyết Khun Borom đến Trái Đất ở gần Muang Then, nơi linh thiêng thiên khí, và sinh ra một người con trai đặt tên Khun Lo. Năm 698 Khun Lo được cha trao quyền cai trị Luang Prabang, sau thì cả Rajadharani Sri Sudhana. Ông đã dẫn dắt người dân của mình từ miền nam Trung Quốc đến khu vực của Luang Prabang ngày nay và định cư ở đó. Khun Borom được coi là vua Mông Bì La Các của vương quốc Nam Chiếu.
Khun Lo được ghi nhận là người đầu tiên trong các vị vua Lào thời lập nước. Các gia đình hoàng gia Lào theo dõi dòng dõi của họ với ông. Trong Danh xưng quý tộc Thái Lan Khun là tước hiệu quý tộc hạng thấp.
Khun Lo mất năm 780 và kế vị là Khun Sung.

## Hậu kỳ
Có rất ít tư liệu về những người cầm quyền sau đó ở Rajadharani Sri Sudhana, trong đó được nói có tới 22 người. Đại diện nam cuối cùng của dòng này có thể là Phraya Langa. Người kế nhiệm là Suvanna Kamphong năm 1316 đã thành lập một dòng mới của triều đại Khun Lo ở Vương quốc Luang Phrabang.
Sau đó, Khun Phi Fa làm vua đến năm 1343 thì mất. Chao Fa Kham Hiao kế tục anh trai trị vì. Năm 1353 Chao Fa Ngum đem quân về Muang Swa, được tôn làm Vua của Vương quốc Luang Phrabang. Năm 1354 Fa Ngum khuất phục được công quốc Viêng Chăn và lập ra Vương quốc Lan Xang, vương quốc thống nhất đầu tiên của người Lào.